# Кацуни
Кацуни (на английски: Katsuni), известна и като Кацуми (Katsumi), е артистичен псевдоним на Селин Тран (Céline Tran) – бивша френска порнографска актриса, екзотична танцьорка, режисьор и сценарист на порнографски филми и настояща актриса в игрални филми, модел, писател, диджей и блогър.

## Ранен живот
Родена е на 9 април 1979 г. в град Лион, регион Рона-Алпи, Франция. Тя е от смесен етнически произход – виетнамско-френски, като баща ѝ е виетнамец, а майка ѝ е французойка. Владее френски и английски език.
Записва се да учи висше образование в Института за политически науки към Университета на Гренобъл със специалност съвременна литература и в същото време работи като гоу-гоу танцьорка. След първата година на следването си се отказва и се насочва към Париж, където работи като стриптизьорка.

## Кариера

### В индустрията за възрастни
Кариерата ѝ в порнографската индустрия започва през 2002 г., когато е на 23-годишна възраст. Докато се изявява като екзотична танцьорка е забелязана от фотограф на френското издание на списание „Пентхаус“ и тя приема предложението да снима за „Пентхаус“, като сключва и договор със списанието. Избира псевдонима Кацуми, тъй като това е име на неин любим образ от японски комикс.
През 2003 г. отива в САЩ и започва да работи с американски продуцентски компании, а неин агент става Марк Шпиглър. В първата си сцена зад океана си партнира с Ерик Еверхард и Лексингтън Стийл.
През 2006 г. увеличава размера на гърдите си от 85B на 90D, чрез поставяне на импланти. През декември същата година подписва ексклузивен договор с компанията „Диджитъл Плейграунд“ и става първата френска актриса, сключила договор с тази компания. Играе една от главните роли във филма на „Диджитъл Плейграунд“ – „Пирати II": Отмъщението на Стагнети“.
Променя псевдонима си от Кацуми на Кацуни след като през 2007 г. жена, наречена Мери Кацуми, я съди заради приликата с нейното собствено име и френски съд ѝ забранява да използва името Кацуми.
Кацуни е определяна като най-известната френска порнозвезда в света. Тя е единствената френска изпълнителка в класацията на списание „Генезис“ – „Топ 10 порнозвезди на планетата“. Добива популярност със своите сцени, в които използва техниката дълбоко гърло при фелацио и със сцените си с анален секс.
Печели множество международни награди в Европа и САЩ. Обявена е за най-добра френска актриса, най-добра европейска актриса и най-добра чуждестранна изпълнителка в САЩ. Два пъти е на корицата на списание „AVN“. Читателите на френските списания Hot Video и Chobix я определят с гласуване за любима актриса.
Поставена е на 14-о място в класацията на списание „Комплекс“, наречена „Топ 100 на най-горещите порнозвезди (точно сега)“ от юли 2011 г., а в класацията на същото списание за „Топ 50 на най-горещите азиатски порнозвезди за всички времена“, публикувана през септември 2011 г., се нарежда на 3-то място.
Участва в еротични изложения в Атина (Гърция), Берлин (Германия), Барселона (Испания), Будапеща (Унгария), Брюксел (Белгия), Торино (Италия), Макао, Мексико сити (Мексико), Лас Вегас и Ню Йорк (САЩ), Париж (Франция), Сидни (Австралия), Хелзинки (Финландия). През 2004 г. Кацуни и порноактьорите Начо Видал, Рита Фалтояно, Клаудия Клеър и Джейн Дарлинг са задържани от имиграционната служба на Мексико след края на проведеното там еротично изложение, като според местните власти са извършили нарушение като са извършвали търговска дейност, а са имали само туристически визи. Те остават в мексиканския арест два дни и след това са експулсирани от страната и им е наложена глоба в размер на три хиляди евро.
Изявява се и като екзотична танцьорка във Франция, Италия и САЩ.
Тя също е продуцент и режисьор в собствената си видеокомпания за възрастни – „Katsuni LLC“.
На 14 август 2013 г. Кацуни обявява във Фейсбук края на кариерата си като порноактриса.

### Мейнстрийм
Участва в документалния филм „Aroused“ (2013 г.), представящ живота на 16 от най-популярните порнографски филмови актриси. Във Франция Кацуни е обект на пет 52-минутни документални филми от телевизионния канал MCM, а френският режисьор Гаспар Ное я избра за краткия си игрален филм „We Fuck Alone“.
Тя има собствено телевизионно шоу по френската телевизия TPS Star и участва в телевизионното предаване за възрастни във Франция – „Le Journal du Hard“.
Участва като актриса във френския телевизионен сериал „Посетителка от бъдещето“ и в екшън комедията „Jailbreak“ в Камбоджа.
Снима се във видеоклиповете на песните „Funky Maxime“ на Doc Gyneco (2002), „Down with Love“ на Miguel Bose (2009) и „The Electronic Conspiracy“ на Conspiracy Strip-Club (2013).
Тя също е писател. Автор е на комикса „Heartreaker“, а също така работи върху нейна книга за личния ѝ живот и нови проекти на комикси.
На корицата е на френското мъжко модно списание „L'Optimum“ (2009), като става четвъртата жена след американските актриси Никол Кидман, Пенелопе Круз и Шарън Стоун, която се появява на корицата му. През 2010 г. е на корицата и снима фотосесия за списание „Luxuriant“ в Люксембург.
Притежава собствена модна линия за бельо, наречена „Petit Coeur“. За първи път представя модната си линия по време на Asian Adult Expo в Макао.
Работи с агенция „Tete D'Affiche“ като диджей.

## Личен живот
Живее в Париж и в Лос Анджелис.
Завежда и печели съдебно дело срещу американския рапър Bow Wow, който използва без разрешение кадри с нея в музикалното си видео Drank in My Cup.
Занимава се с танци (балет и бални танци), бойни изкуства (карате, таекуондо и силат), въздушна акробатика и конторсия.

## Награди
AVN награда
- 2004: Най-добра сцена с анален секс (видео) – „Multiple P.O.V.“.[28]
- 2004: Най-добра секс сцена в чуждестранна продукция – „Случаят Кацуми“.[28]
- 2005: Чуждестранна изпълнителка на годината.[29]
- 2005: Най-добра сцена с анален секс – „Лекс Стийл ХХХ 3“ (с Лексингтън Стийл).[29]
- 2005: Най-добра сцена с групов секс (филм) – „Двойна идентичност“ (със Савана Семсън и Алек Метро).[29]
- 2006: Чуждестранна изпълнителка на годината.[30]
- 2006: Най-добро интерактивно DVD – Virtual Katsuni.[30]
- 2006: Най-добра сцена с анален секс.[30]
- 2006: Най-добро закачливо изпълнение.[30]
- 2007: Чуждестранна изпълнителка на годината.[31]
- 2007: Най-добра поддържаща актриса (видео).[31]
- 2007: Най-добра сцена с групов секс – (с Кармен Харт, Кърстен Прайс, Мия Смайлс, Ерик Мастерсън, Крис Кенън, Томи Гън и Ранди Спиърс).[31]
- 2007: Най-добра секс сцена само с момичета – (с Джесика Дрейк, Фелиша и Клара Джи).[31]
- 2008: Най-добра секс сцена в чуждестранна продукция.[32]
- 2011: Най-добра сцена с групов секс само с момичета – „Телесна топлина“ (с Джеси Джейн, Райли Стийл, Кейдън Крос и Рейвън Алексис).[33]
- 2011: AVN награда за най-дива секс сцена (награда на феновете).[33]
- 2014: Зала на славата.[12]

 XBIZ награда
- 2011: Чуждестранна изпълнителка на годината.[34][35]
- 2012: Кросоувър звезда на годината.[36]

 XRCO награда
- 2005: Най-добра секс сцена с двама изпълнители – „ХХХ“ (с Лексингтън Стийл).[37]

 Exotic Dancer награда
- 2011: Най-добро изпълнение в порнографски филм.[1][38]

 XFANZ награда
- 2010: Азиатска звезда на годината.[39]

 Hot d'Or награда
- 2009: Най-добра френска актриса – „Пирати 2: Отмъщението на Стагети“.[40]
- 2009: Hай-добър блог на актриса.[40]

 Dorcel Vision награда
- 2011: Най-добра международна актриса.
- 2012: Най-добра международна актриса.[41]

 Ninfa награда на Международния еротичен филмов фестивал в Барселона
- 2002: Най-добра звезда – „Случаят Кацуми“.[42]
- 2004: Най-добра актриса – „Pokerwom“.[43]
- 2004: Най-добра анална сцена – „Slam It in Deeper“.[43]
- 2004: Най-добра лесбийска секс сцена – „Las reinas de la noche“ (с Рита Фалтояно).[43]
- 2007: Най-добра актриса.[44]

 Galaxy награда
- 2011: Изпълнителка на годината в Европа.[45]
- 2011: Най-добър персонален уебсайт в Европа.[45]

 Venus награда
- 2004: Най-добра актриса в Европа.[46]

 Европейска X награда на Брюкселския международен фестивал на еротиката
- 2004: Най-добра актриса на Франция.[47]

Други признания и отличия
- 2011: 3-то място в класацията на списание „Комплекс“ – „Топ 50 на най-горещите азиатски порнозвезди за всички времена“.[4]